# Генерал инфантерии (Германия)
«Генерал от инфантерии»
Генерал от инфантерии, иногда Генерал пехоты (нем. General der Infanterie) — воинское звание в вооружённых силах Германии, соответствует званию Русской Императорской армии «генерал от инфантерии». Звание генерал-полковник в Германии тоже существует. Но это звание выше по чину на один ранг, чем звание «генерал пехоты». Это звание правильнее называть «генерал рода войск», то есть возможны чины «генерал кавалерии», «генерал артиллерии», «генерал танковых войск», «генерал горнострелковых войск», «генерал авиации». Появилось в прусской армии и оттуда перешло в армию Германской империи. До введения в 1854 году звания «генерал-полковник» являлось высшим генеральским званием, после которого следовало только исключительно редкое звание генерал-фельдмаршал, которое можно было получить только в военное время.
В вермахте предыдущее звание — генерал-лейтенант, следующее — генерал-полковник. В войсках СС соответствовало звание обергруппенфюрер СС и генерал войск СС.